# ری ویتاکر
ری ویتاکر (انگلیسی: Ray Whittaker؛ زادهٔ ۱۵ ژانویهٔ ۱۹۴۵) بازیکن فوتبال اهل بریتانیا است.
از باشگاه‌هایی که در آن بازی کرده‌است می‌توان به باشگاه فوتبال آرسنال، باشگاه فوتبال کولچستر یونایتد، و باشگاه فوتبال لوتون تاون اشاره کرد.